# Cheiramiona
Cheiramiona és un gènere d'aranyes araneomorfes de la família dels euticúrids (Eutichuridae). Fou descrit per primera vegada l'any 1999 per Lotz & Dippenaar-Schoeman.
Va ser transferida als euticúrids des dels mitúrgids per Ramírez l'any 2014.
L'any 2017, el World Spider Catalog reconeixia 50 espècies, totes d'Àfrica.

## Taxonomia
Segons el World Spider Catalog amb data a 20 de març de 2017, Cheiramiona comprèn les següents espècies:
- Cheiramiona akermani (Lawrence, 1942)
- Cheiramiona amarifontis Lotz, 2003
- Cheiramiona ansiae Lotz, 2003
- Cheiramiona baviaan Lotz, 2015
- Cheiramiona boschrandensis Lotz, 2015
- Cheiramiona brandbergensis Lotz, 2005
- Cheiramiona clavigera (Simon, 1897)
- Cheiramiona collinita (Lawrence, 1938)
- Cheiramiona debeeri Lotz, 2015
- Cheiramiona dubia (O. Pickard-Cambridge, 1874)
- Cheiramiona ferrumfontis Lotz, 2003
- Cheiramiona filipes (Simon, 1898)
- Cheiramiona florisbadensis Lotz, 2003
- Cheiramiona fontanus Lotz, 2003
- Cheiramiona haddadi Lotz, 2015
- Cheiramiona hewitti (Lessert, 1921)
- Cheiramiona hlathikulu Lotz, 2015
- Cheiramiona hogsbackensis Lotz, 2015
- Cheiramiona ibayaensis Lotz, 2015
- Cheiramiona jakobsbaaiensis Lotz, 2015
- Cheiramiona jocquei Lotz, 2003
- Cheiramiona kalongensis Lotz, 2003
- Cheiramiona kentaniensis Lotz, 2003
- Cheiramiona kirkspriggsi Lotz, 2015
- Cheiramiona kivuensis Lotz, 2015
- Cheiramiona krugerensis Lotz, 2003
- Cheiramiona lajuma Lotz, 2003
- Cheiramiona lamorali Lotz, 2015
- Cheiramiona langi Lotz, 2003
- Cheiramiona lejeuni Lotz, 2003
- Cheiramiona lindae Lotz, 2015
- Cheiramiona malawiensis Lotz, 2015
- Cheiramiona mkhambathi Lotz, 2015
- Cheiramiona mlawula Lotz, 2003
- Cheiramiona mohalensis Lotz, 2015
- Cheiramiona musosaensis Lotz, 2015
- Cheiramiona muvalensis Lotz, 2003
- Cheiramiona nyungwensis Lotz, 2015
- Cheiramiona paradisus Lotz, 2003
- Cheiramiona plaatbosensis Lotz, 2015
- Cheiramiona qachasneki Lotz, 2015
- Cheiramiona regis Lotz, 2003
- Cheiramiona robinae Lotz, 2015
- Cheiramiona ruwenzoricola (Strand, 1916)
- Cheiramiona saniensis Lotz, 2015
- Cheiramiona silvicola (Lawrence, 1938)
- Cheiramiona simplicitarsis (Simon, 1910)
- Cheiramiona stellenboschiensis Lotz, 2003
- Cheiramiona tembensis Lotz, 2015
- Cheiramiona upperbyensis Lotz, 2015